# David Martin (futbolista)
David Martin (Kent, Inglaterra, 3 de junio de 1985), futbolista inglés. Juega de volante.

## Clubes
| Club              | País       | Año       |
| ----------------- | ---------- | --------- |
| Slade Green FC    | Inglaterra | 2004-2005 |
| Dartford FC       | Inglaterra | 2005-2007 |
| Crystal Palace FC | Inglaterra | 2007-2008 |
| Millwall FC       | Inglaterra | 2008-2010 |

- Datos: Q3018159